# 县苗圃场
揭西县林业事务中心位于中华人民共和国广东省揭阳市揭西县，是在揭西县林业局设置的财政补助一类事业单位，加挂揭西县自然保护地管理服务中心、揭西县林业科学研究所的牌子。
2023年3月13日之前，办公地址在河婆鎮河东村旁，名称为揭西县林业科学研究所，加挂揭西县林业技术推广站、地方国营揭西县苗圃场的牌子。主要职责是承担揭西县林业科学技术研究、试验、推广，负责苗木新品种的引进、培育、系列、驯化异地苗木品种，承担林业造林规划设计，为揭西县生态园林绿化提供优质苗木和养护管理技术服务等，承办林业局党组及上级林业部门交办的其他事项。所辖区域以县苗圃场列为下辖的一个类似乡级单位。

## 行政区划
国家统计局网站上，县苗圃场下辖以下地区：
县苗圃场虚拟社区。